# 42585 Pheidippides
42585 Pheidippides è un asteroide della fascia principale. Scoperto nel 1997, presenta un'orbita caratterizzata da un semiasse maggiore pari a 2,6852450 UA e da un'eccentricità di 0,0777276, inclinata di 12,29842° rispetto all'eclittica.